# Gaio Aquillio Tusco
Gaio Aquillio Tusco (in latino: Gaius Aquillius Tuscus; fl. V secolo a.C.) è stato un politico e militare romano del V secolo a.C.

## Biografia
Gaio Aquillio fu il primo rappresentante della sua gens ad essere eletto console nel 487 a.C. con Tito Sicinio Sabino.
Anche in quell'anno si registrarono scontri con le popolazioni limitrofe, in questo caso Volsci ed Ernici, e come spesso accadde quando l'Urbe fu attaccata da più nemici, i consoli si divisero le legioni per attaccare separatamente i nemici.
Gaio Aquilio conseguì il comando dell'esercito nella campagna contro gli Ernici. Le legioni di Roma sconfissero in battaglia gli Ernici, ma il console ottenne solo l'ovatio, una forma minore di trionfo.
(Tito Livio, Ab Urbe condita libri, Libro II, 40)
Nel corso delle operazioni militari i due consoli nominarono Tito Larcio praefectus urbi perché si occupasse della città di Roma durante la loro assenza.